# Tercera División Grupo 6
De Tercera División RFEF Grupo 6 is een van de regionale divisies van de Tercera División RFEF, de vijfde  voetbaldivisie van Spanje. Het is de eerste Valenciaanse divisie en de Tercera División Grupo 6 bevindt zich in dat opzicht onder de Segunda División RFEF en boven de Regional Preferente de la Comunitat Valenciana.

## Opzet
Er zijn 20 clubs die in een competitie tegen elkaar uitkomen. De kampioen promoveert automatisch en de nummers 2 t/m 5 spelen play-offs om één plaats in de Segunda División RFEF. De nummers 18, 19 en 20 dalen af naar de Preferente.
CD Acero ·
UD Alzira ·
CD Benicarló ·
UD Benigànim ·
Crevillente · 
Elche CF B ·
CD Eldense · 
Hércules CF B ·
CF Intercity ·
Jove Español · 
Novelda CF · 
CD Olímpic de Xàtiva · 
Paterna CF ·
Recambios Colón CD ·
CD Roda ·
Atlético Saguntino · 
Silla CF ·
Torrent CF ·
Vilamarxant CF ·
Villajoyosa CF ·
Villarreal CF C
}